# I grandi successi di Raffaella Carrà
 I grandi successi di Raffaella Carrà è l'ottava raccolta italiana di Raffaella Carrà, pubblicata nel 1987 dall'etichetta discografica Fonit Cetra.

## Il disco
È un album doppio, pubblicato esclusivamente su LP e MC, mai reso disponibile per il digital download o in streaming.
Sebbene pubblicato dalla Fonit Cetra, etichetta con cui Raffaella aveva stipulato un contratto per l'incisione di tre album, contiene solo canzoni di successo dal precedente repertorio con RCA e CBS.
NON contiene inediti e NON è mai stato promosso dall'artista.

## Tracce
Lato A (disco 1)
1. Ma che musica maestro – 3:15 (testo: Sergio Paolini, Stelio Silvestri – musica: Franco Pisano)
2. Perdono, non lo faccio più – 1:58 (testo: Gianni Boncompagni – musica: Franco Pisano)
3. Maga Maghella – 2:45 (testo: Castellano e Pipolo[2] – musica: Franco Pisano)
4. Accidenti a quella sera – 3:58 (Gianni Boncompagni)
5. T'ammazzerei – 2:59 (testo: Antonio Amurri – musica: Gianni Boncompagni)
6. Chissà se va – 2:52 (testo: Castellano e Pipolo – musica: Franco Pisano)

Lato B (disco 1)
1. Borriquito – 3:40 (Peret[3])
2. Pedro – 3:20 (testo: Gianni Boncompagni – musica: Gianni Boncompagni, Franco Bracardi, Paolo Ormi)
3. Io non vivo senza te – 3:27 (testo: Gianni Belfiore – musica: Gianni Boncompagni, Paolo Ormi)
4. Tuca tuca, si – 2:38 (testo: Gianni Boncompagni – musica: Franco Pisano)
5. E salutala per me – 4:35 (testo: Gianni Boncompagni – musica: Franco Bracardi)

Lato C (disco 2)
1. Tanti auguri – 3:50 (testo: Gianni Boncompagni, Daniele Pace – musica: Gianni Boncompagni, Paolo Ormi)
2. Mi spendo tutto – 3:33 (testo: Gianni Belfiore – musica: Gianni Boncompagni, Paolo Ormi)
3. Ratataplan – 3:57 (testo: Gianni Belfiore, Gianni Boncompagni – musica: Mariano Detto)
4. Ciak – 3:03 (testo: Cristiano Malgioglio – musica: Corrado Castellari)
5. E penso a te – 4:02 (testo: Mogol – musica: Lucio Battisti)

Lato D (disco 2)
1. Reggae Rrrrr! – 2:37 (testo: Gianni Boncompagni – musica: Franco Pisano)
2. Close to You – 3:43 (Hal David, Burt Bacharach)
3. Maria Marì – 5:25 (testo: Gianni Boncompagni, Gianni Belfiore – musica: Gianni Boncompagni, Paolo Ormi)
4. Raindrops Keep Fallin' on My Head – 3:26 (testo: Hal David – musica: Burt Bacharach)
5. I Say a Little Prayer – 3:08 (Hal David, Burt Bacharach)

Edizioni musicali:

RCA Italiana - lato A, Borriquito, Tuca tuca, si, E penso a te, lato D (tranne Maria Marì)

CBS Italiana - Pedro, Io non vivo senza te, E salutala per me, lato C (tranne E penso a te), Maria Marì